# 盛岡中央高等学校
盛岡中央高等学校（もりおかちゅうおうこうとうがっこう）は、岩手県盛岡市にある私立高等学校。中高一貫教育を行なっている。

## 沿革
- 1963年 - 龍澤高等学校創立。龍澤福美、初代校長に就任

- 1983年 - 創立20周年記念式典

- 1992年 - 盛岡中央高等学校に校名変更。海外語学研修実施（アメリカ）

- 1993年 - 創立30周年記念式典

- 1996年 - 普通科を特進コース・進学コース・総合コースの3コースとする。

- 1997年 - 新制服へ変更

- 1998年 - 普通科に進学留学コースを設置。

- 1999年 - 第1回CHUO国際教育フォーラム開催。硬式野球部甲子園初出場

- 2007年 - 普通科に特進SPコースを設置。

- 2008年 - 人工芝グラウンド完成

- 2009年 - ユネスコスクール加盟。

- 2012年 - 普通科統一。新たな5コース編成（SZ,Z,A,B,R）

- 2013年 - サッカー部全国大会初出場

- 2015年 - 創立50周年記念式典。SGHアソシエイト校に認定。

- 2018年 - 附属中学校開校（東大医進コース、特進一貫コース）。

- 2020年 - 旧進学留学Rコースを国際Rコースにリニューアル。

- 2021年 - 附属中学校からの内部生専攻科、東大医進Vコース設置。

## コース
特進選抜SZ・特進Z
難関大学への進学に対応する教育をサポート。放課後は部活動または希望制ゼミから選択。7時間授業。奇数週の土曜日には4時間授業あり。
国際R
三種特待生と一般生で編成。英語がカリキュラムが特別になっておりALT専属で優等な英語教育が実施されている。2年次に文理分け。留学プランは選択制（留学なし、2週間、3ヶ月、1年間などで、オーストラリアやカナダ、アメリカ）。
進学選抜A
大学進学指導。2年次から文理分け。6時間授業。スポーツ特待制度あり。
進学総合B
私立文系大学、短大、各種専門学校への進学および就職のサポート。6時間授業。土曜日なし。スポーツ特待あり。
東大医進V
盛岡中央高等学校附属中学校からの内部生のみで編成されるクラス。県内唯一の私立共学中高一貫教育を実施している。

## 特待制度
学力特待とスポーツ特待がある。
- 学力特待
一種・二種特待（SZコース、両特待生はクラスに混在する。）
三種特待（Zコース、特待生と一般生はクラスに混在する。）
- スポーツ特待
1種、2種、3種特待がある。全コース共通。主にサッカー部、野球部などの強豪部に特待される。その他中学生時代に大会などで功績を残した人は同校入試広報部から特待生として推薦が届く。

## 主な卒業生
- 福田萌 - タレント
- 菊地秀規 - お笑いタレント（いつもここから）
- 戸塚純貴 - 俳優
- 鈴木正幸 - 元プロ野球選手
- 赤見内銀次 - 元プロ野球選手
- 渡辺あいみ - 元プロ野球チア→現NHK盛岡アナウンサー
- 齋藤響介 - プロ野球選手
- 鈴木一朗 - サッカー選手
- 小林潤志郎 - スキージャンプ選手
- 小林陵侑 - スキージャンプ選手
- 小林諭果 - スキージャンプ選手
- 佐藤洸彬 - フィギュアスケート選手
- ISAO - 総合格闘家
- 米澤蓮 - ゴルフ選手
- 伊藤ふたば - スポーツクライミング

## 姉妹校
- オーストラリア：デビッドソン高校
- ベトナム：ブイチシャン高校
- 中華人民共和国：復旦大学附属中高等学校（上海市）、長治市第二中学校（山西省）
- ニュージーランド：セントラルホークスベイカレッジ、オツモエタイ高校
- マレーシア：セコラスリガーデン高校
- 大韓民国：昌文女子高校
- タイ王国：クリスチャンカレッジ（バンコク）
- カナダ：マウント・ダグラス高校、コレージュサントアンヌドラシーヌ高校
- インドネシア：SMAドウィワーナ高校
- ロシア：国立経済サービス大学附属高校、パシフィックライン高校
- 台湾：台北市私立強恕高級中学
- フランス：ブランシェ・デ・キャスティール高校
- セネガル：クール・サント・マリー・ド・アン校
- アルゼンチン：コレヒオ・ワルド高等学校

## 系列校
- 月が丘幼稚園
- 盛岡医療福祉専門学校
- 盛岡外語観光&ブライダル専門学校
- 盛岡ペットワールド専門学校
- 盛岡公務員法律専門学校
- 盛岡情報ビジネス専門学校
- 盛岡中央ゼミナール

## アクセス
- IGRいわて銀河鉄道盛岡駅よりバス利用。
  - 岩手県交通利用の場合、東口停留所9番より乗車
    - 「255　みたけ中央線」→「北陵中学校入口」下車
    - 「213　みたけ西線」→「盛岡中央高校前」下車

  - 岩手県北バス利用の場合、西口停留所25番より乗車
    - 「E03 厨川駅西口」行き→「盛岡中央高校前」下車。
- IGRいわて銀河鉄道厨川駅より、徒歩10分